# Vũ Uy, Cam Túc

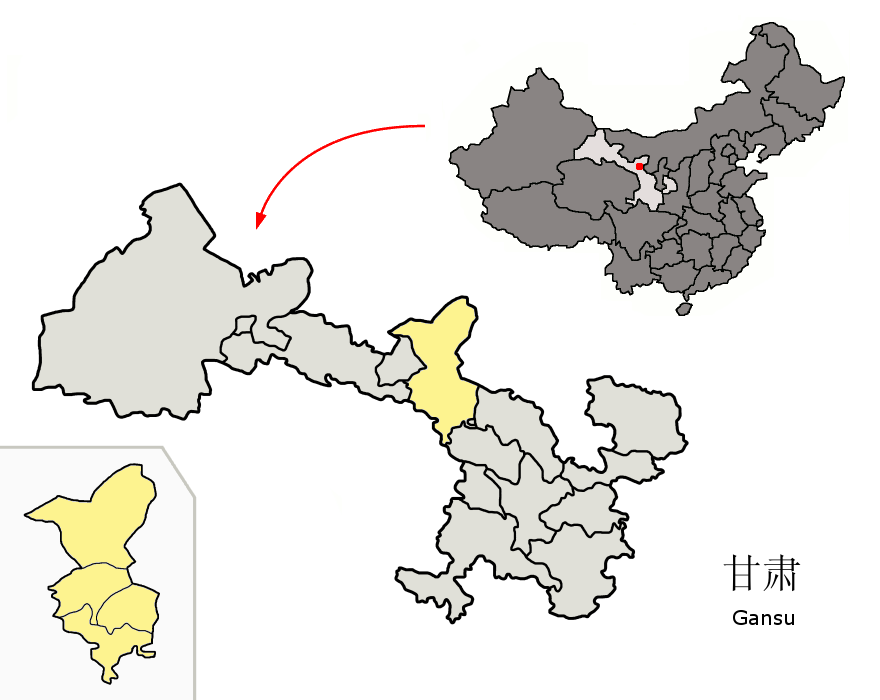
Vị trí của Wuwei Prefecture (yellow) within Gansu

Vũ Uy (武威市) là một địa cấp thị thuộc tỉnh Cam Túc, Cộng hòa Nhân dân Trung Hoa. Diện tích 33.000 km², dân số 1,93 triệu người.

## Các đơn vị hành chính
Địa cấp thị Vũ Uy dược chia ra thành các đơn vị cấp huyện sau:
- Quận Lương Châu (涼州區)
- Huyện Dân Cần (民勤縣)
- Huyện Cổ Lãng (古浪縣)
- Huyện tự trị dân tộc Tạng Thiên Chúc (天祝藏族自治縣)